# St. Ingbert
St. Ingbert er en by i Tyskland med 36.000 (2015) indbyggere i den tyske delstat Saarland. Den ligger 10 km øst for Saarbrücken.

## Kultur
- Jazzfestival St. Ingbert